# Перище
Перище (словен. Perišče) — поселення в общині Брежиці, Споднєпосавський регіон, Словенія. Висота над рівнем моря: 235,1 м.